# Белое (озеро в бассейне реки Яни)
Белое — озеро в Лядской волости Плюсского района Псковской области в бассейне реки Яни. Находится между озёрами Липетово и Рудавиц
Площадь — 0,06 км² (6,0 га). Максимальная глубина — 3,0 м, средняя глубина — 2,0 м. Площадь водосборного бассейна — 0,38 км².
Сток из озера осуществляется по ручью в реку Крапивню. На берегу озера населённых пунктов нет.
Тип озера был определён как окуневый, где водятся рыбы: окунь, вьюн. В озере произрастают: мох-фонтиналис, горец, осока, кубышка, рдесты, вахта, белокрыльник.
Для озера характерно: берега как крутые, так и отлогие, низкие, частично заболоченные; дно илистое; есть родники; сплавины, коряги.